# Stefan Radomski (oficer)

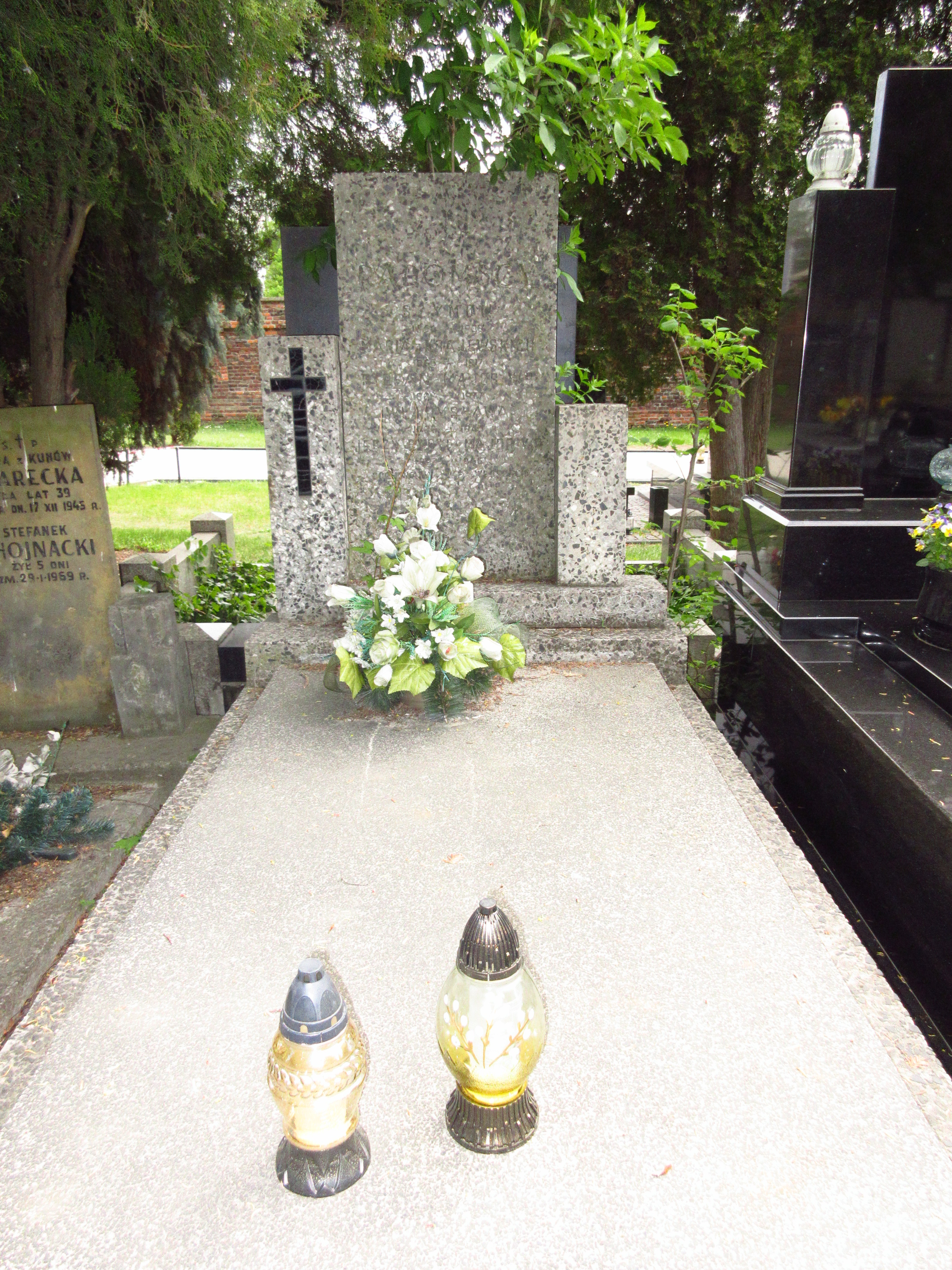
Grób majora Stefana Radomskiego na Cmentarzu Bródnowskim.

Stefan Eustachiusz Radomski (ur. 2 września 1888 w Warszawie, zm. 2 stycznia 1937 w Kole) – major piechoty Wojska Polskiego, działacz niepodległościowy, kawaler Orderu Virtuti Militari.

## Życiorys
Urodził się 2 września 1888 w Warszawie, w rodzinie Szymona (zm. 1908) i Marii z Krajewskich (zm. 1917).
Od 1919 dowodził 3. kompanią 22 Pułku Piechoty. 3 maja 1922 został zweryfikowany w stopniu kapitana ze starszeństwem od 1 czerwca 1919 i 1278. lokatą w korpusie oficerów piechoty.
18 lutego 1928 został mianowany majorem ze starszeństwem z 1 stycznia 1928 i 91. lokatą w korpusie oficerów piechoty. We wrześniu 1930 został przeniesiony ze Szkoły Podchorążych dla Podoficerów w Bydgoszczy do 56 Pułku Piechoty Wielkopolskiej w Krotoszynie na stanowisko dowódcy I batalionu. W październiku 1932 został przesunięty na stanowisko kwatermistrza pułku. Z dniem 30 września 1934 został przeniesiony w stan spoczynku. W 1935 przeprowadził się Krotoszyna do Dąbia nad Nerem, ul. Rynek 1.
Zmarł 2 stycznia 1937 w lokalu Urzędu Skarbowego w Kole bezpośrednio po podpisaniu deklaracji na odbiór pensji orderowej za 1937. 18 listopada 1937 został pochowany na cmentarzu Bródnowskim w Warszawie (sektor 1B, rząd 6, numer 4).
Był żonaty z Wandą Marią z Dąbrowskich, z którą miał syna Andrzeja (ur. 13 lipca 1929, zm. 27 kwietnia 2007), geologa, profesora Uniwersytetu Jagiellońskiego.

## Ordery i odznaczenia
- Krzyż Srebrny Orderu Wojskowego Virtuti Militari nr 1632 – 28 lutego 1921[9]
- Krzyż Niepodległości – 9 stycznia 1932 „za pracę w dziele odzyskania niepodległości”[10]
- Krzyż Walecznych czterokrotnie[11]
- Złoty Krzyż Zasługi – 19 marca 1937 „za zasługi w służbie wojskowej”[12][13]
- Medal Pamiątkowy za Wojnę 1918–1921
- Medal Dziesięciolecia Odzyskanej Niepodległości
- francuski Medal Pamiątkowy Wielkiej Wojny[14]